# آخن-میته
آخن-میت (به آلمانی: Aachen-Mitte) در آلمان با جمعیت ۱۶۸٬۵۱۳ نفر است که در آخن واقع شده‌است.